# Dietmann (Klavierfabrik)
Dietmann (nach der Übernahme Piano Manufacturers of South Africa) war ein Hersteller von Klavieren und Flügeln mit Sitz im südafrikanischen Wellington.

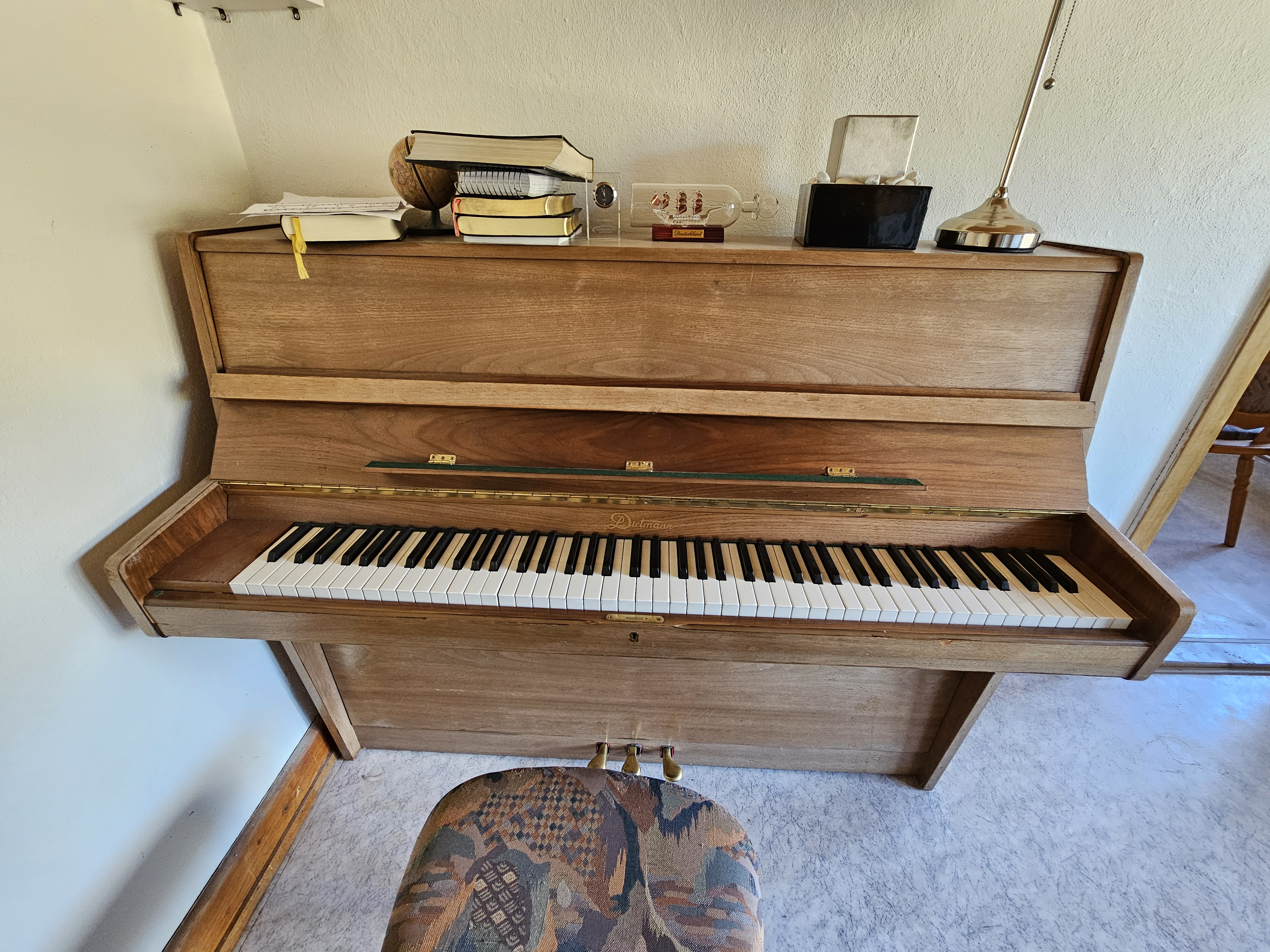
Dietmann-Klavier, Foto 2023

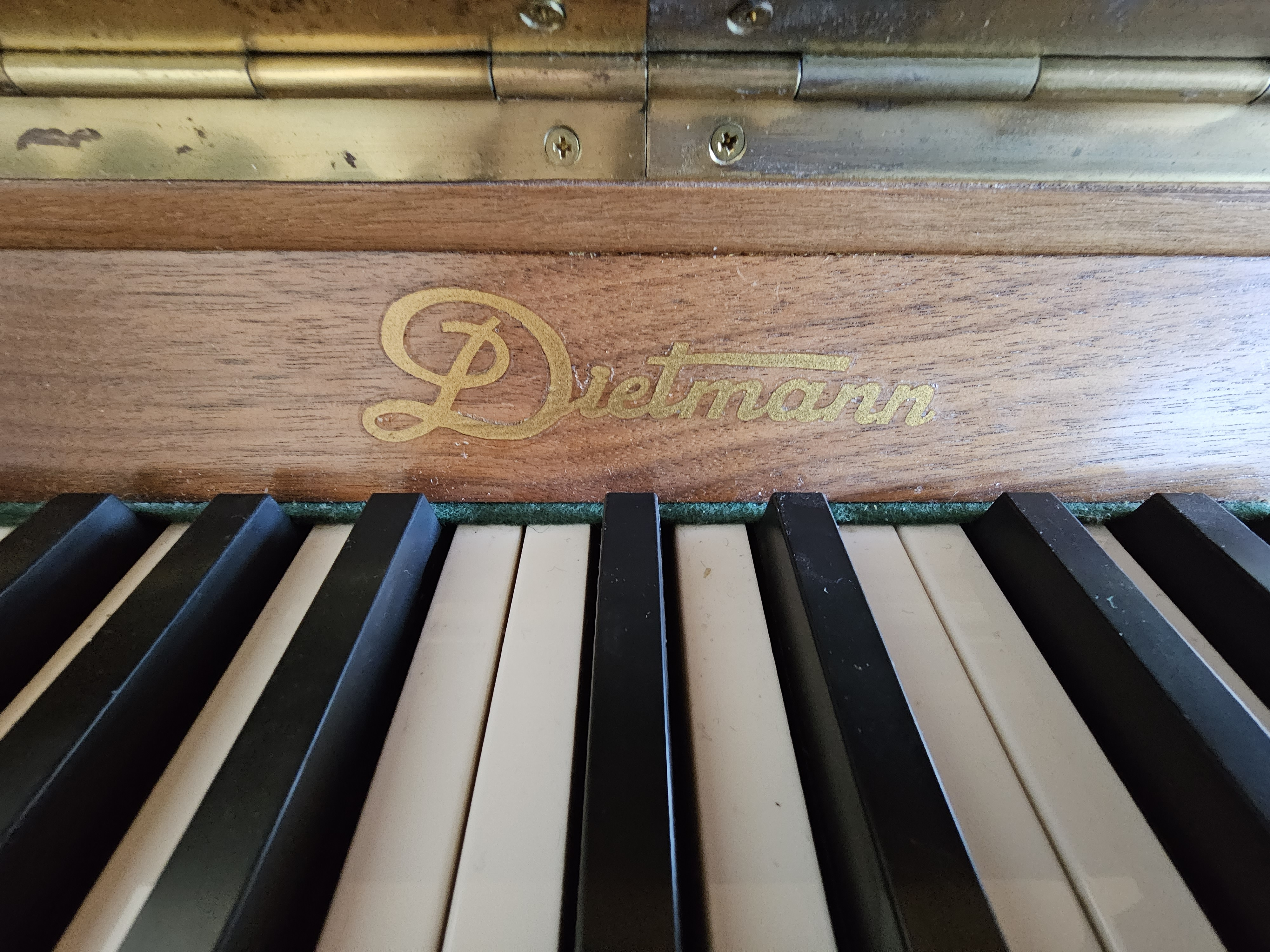

## Allgemein
Die Geschichte des südafrikanischen Klavierbaus begann 1903 in einem Laden, der ursprünglich Gewehre und Pferdefutter verkaufte. Lokale Bauern wollten Klavierspielen lernen und beauftragten den Ladenbesitzer, Herrn Richard Müller, Klaviere aus Deutschland zu importieren. Er tat dies, bestellte Klaviere von August Förster in Löbau und stellte einen Klaviertechniker ein, Herrn Dietmar Senior.
Während des Ersten Weltkriegs wurde Dietmar Senior interniert, lernte aber das Zitherspiel und gründete ein kleines Orchester. Nach dem Krieg verdiente er als Klavierstimmer und Reparateur von Standuhren seinen Lebensunterhalt.
Im Jahr 1922 wurde sein Sohn, Phillip Dietmann, geboren. In den 1930er Jahren wuchs das Klaviergeschäft, und Dietmar Senior stellte weitere Klaviertechniker ein. Sein Sohn wurde nach seiner Schulausbildung in das Klaviergeschäft eingebunden.
1949 übernahm Phillip Dietmann das Geschäft. Er holte den deutschen Klavierbauer Oscar Schindhelm ins Boot, und sie bauten das erste Dietmann-Klavier mit Resonanzboden aus einheimischer Kiefer, einem Schweizer Rahmen und einer deutschen Renner-Mechanik.
1955 trat der Klavierhändler R. Müller erneut auf den Plan, und die Manufaktur expandierte. Bis 1989, als der Klaviermarkt einbrach, wurden täglich bis zu 20 Klaviere und Flügel produziert.

## Firmengeschichte
Nach dem Zweiten Weltkrieg warb Philipp Dietmann den deutschen Klavierbauer Oscar Schindhelm für seine Manufaktur in Südafrika an. Da dieser seine eigene Fabrik im Zweiten Weltkrieg verloren hatte, siedelte er sich mit seinen zwei Söhnen in Wellington an. Die Produktion begann im Jahr 1955. Die Firma entwickelte sich und produzierte etwa 30 Klaviere monatlich. Die Firma musste auf Grund der größeren Kapazität umziehen und die Klavierproduktion stieg auf mehr als 4000 pro Jahr an. Der Firmenname änderte sich zu P. Dietmann Pianos (Pt.) Ltd, bis sie später in Piano Manufacturers of South Africa aufging. Auf ihren Höhepunkt wurden täglich 20 Klaviere gefertigt, die unter anderem nach Deutschland, Frankreich, in die Niederlande, nach Italien, Spanien, Griechenland, Israel und in den Iran geliefert wurden. Gefertigte Klaviermarken waren: Schindhelm, Dietmann, Görs & Kallmann, Otto Bach, Fritz Kuhla. Auch im Auftrag der Firma Ibach wurden Instrumente hergestellt.
Das Unternehmen wurde im Jahr 1989 wegen wirtschaftlicher Schwierigkeiten aufgelöst. Zu diesem Zeitpunkt wurden insgesamt 74.000 Instrumente gefertigt.

## Markenname
Mit Auflösung der Manufaktur erwarb der Klavierunternehmer Bennie Dekker das Namensrecht für die weitere Klavierproduktionen in der südafrikanischen Stadt Pretoria. Der Name Dietmann wurde bis 1991 zeitweise auch als Markenname für Instrumente der 1911 in London gegründeten Klaviermanufaktur Firma Kemble & Co. verwendet.